# Grande Îlette
Grande Îlette est une île de la Marne, en France appartenant administrativement à Isles-lès-Villenoy.

## Description
Elle s'étend sur environ 400 m de longueur pour une largeur de 70 m et n'est séparée d'Isles-lès-Villenoy que par un bras étroit de la Marne. Il y a une seule habitation sur l'île.

## Histoire
Le site est inscrit « rives de la Marne et les Iles, La Grande Ilette », par arrêté du 18 mars 1947.